# Plaza Napoleón (Lucca)
La Plaza Napoleón (Piazza Napoleone, en italiano) comúnmente denominada Plaza Grande, es la plaza principal de Lucca.

## Historia

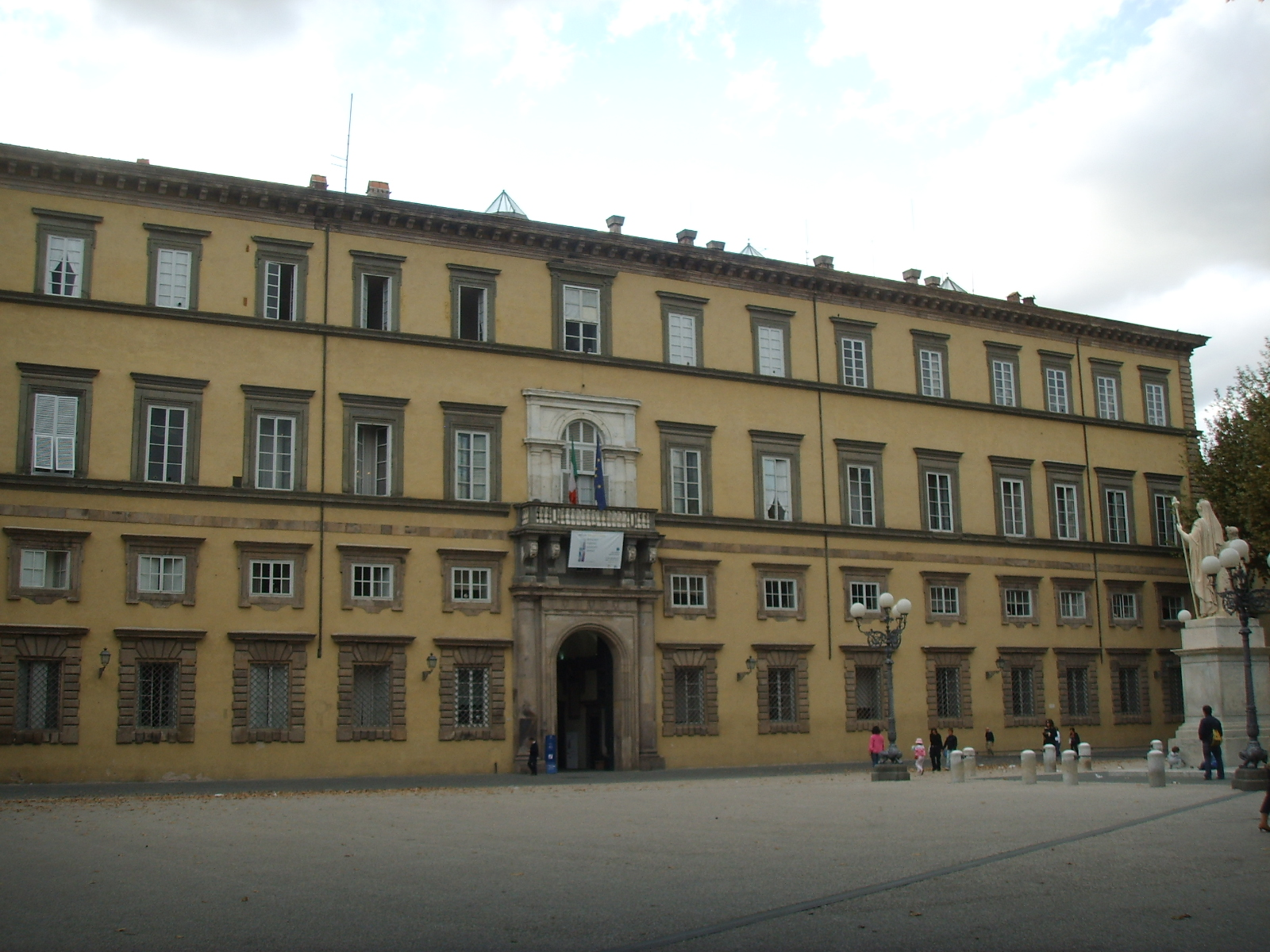
Vista frontal del Palacio Ducal (Lucca) en Piazza Napoleone

la Plaza Napoleone en Lucca siempre ha sido el centro del poder político de la ciudad. Aquí, en el 1322, Castruccio Castracani, un líder gibelino de la familia Antelminelli, decidió construir la fortaleza Augusta y un palacio. El enorme complejo, que cubría alrededor de una quinta parte de la ciudad, fue destruido por aclamación popular en 1370 cuando Castracani fue expulsado de la ciudad.
Posteriormente, los restos de Augusta fueron restaurados por Paolo Guinigi para crear una nueva estructura defensiva. El nuevo complejo arquitectónico se llamó Cittadella di Lucca, pero también fue parcialmente destruido tras la caída del señor de Lucca en 1430. Finalmente, la estructura del Palacio Ducal, que aún hoy está presente, se construyó sobre las cenizas de la Ciudadela.
La Plaza fue inaugurada en 1806 por Elisa Baciocchi, princesa de Lucca y hermana del emperador Napoleón. El ambicioso proyecto requería la demolición de muchos edificios preexistentes en la zona: viviendas, tiendas, almacenes, una torre, un archivo e incluso la Iglesia de San Pedro Mayor del siglo XVI. La intención, que tuvo un éxito perfecto, era dar protagonismo y visibilidad al Palacio de los Príncipes (hoy Palacio Ducal), centro de la vida pública y política de Lucca en el siglo XIX. 
En aquella época la plaza estaba enmarcada en tres lados por una elegante cortina de olmos, que más tarde fue sustituida por plátanos por María Luisa di Borbone, duquesa de Lucca de 1815 a 1824, que continuó la labor de transformación y embellecimiento de la ciudad iniciada por Elisa en el decenio anterior.

## Monumentos

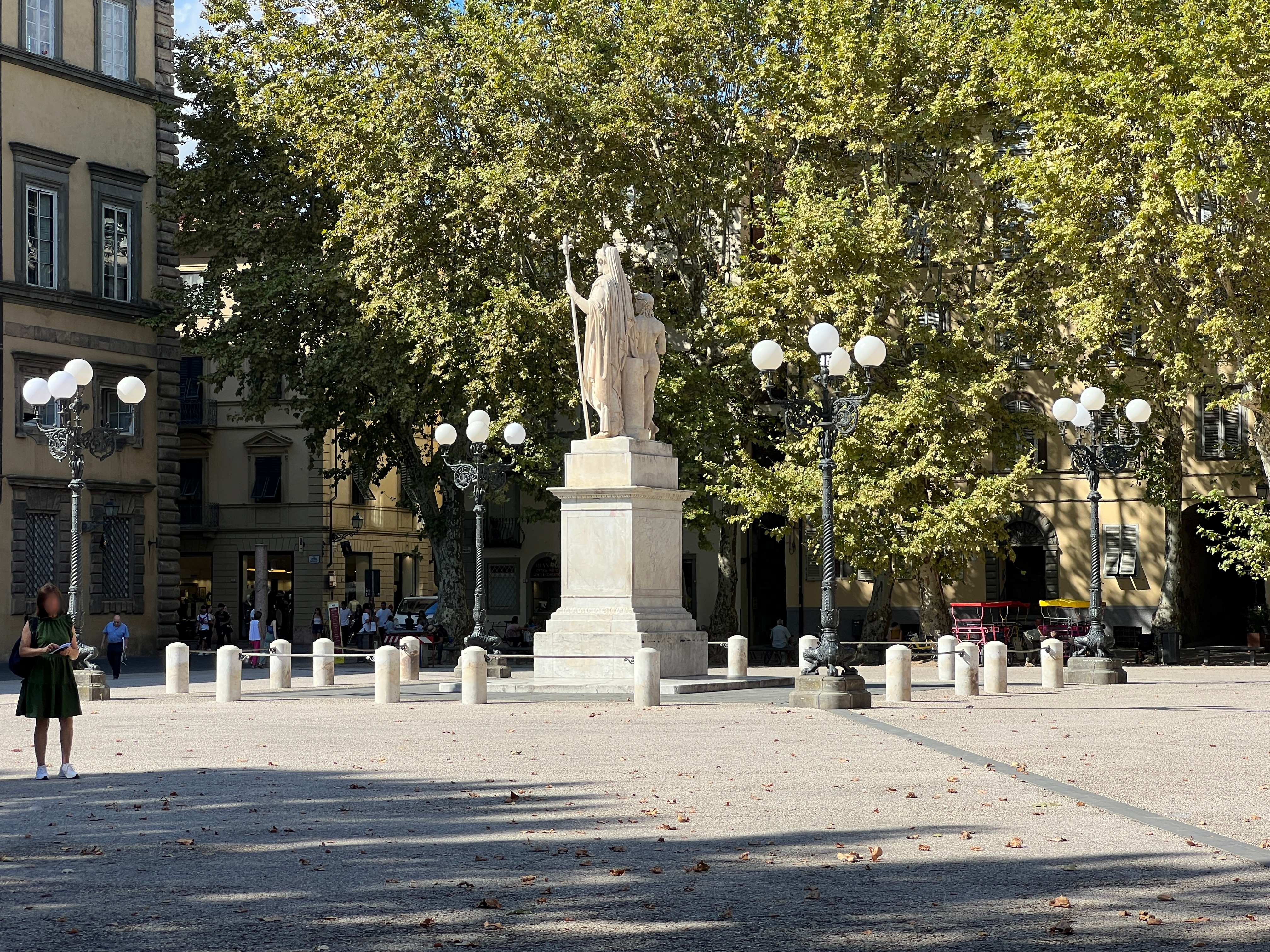
Estatua de María Luisa de Borbón

En la Plaza Napoleón se encuentra el Palazzo Ducale, también conocido como el "Palazzo Pubblico", que ocupa todo el lado oeste de la plaza y alberga entre otras cosas la sede de la Prefectura y de la Provincia de Lucca.
En el centro de la Plaza se encuentra la imponente estatua de la Duquesa de Lucca María Luisa de Borbón, realizada por Lorenzo Bartolini en 1843.
Más allá de los árboles centenarios hay pequeñas tiendas, cafés, restaurantes, hoteles, edificios históricos, cruces y aperturas espectaculares hacia otras plazas. En el lado sur, la Piazza Napoleón se abre a la adyacente Piazza del Giglio, con el Teatro del Giglio, un importante centro cultural de la ciudad, que acoge cada año una rica temporada de música, danza y teatro.
Durante algunas excavaciones arqueológicas, realizadas en el 1998, se descubrieron los antiguos cimientos de los edificios arrasados en el periodo napoleónico, y hoy son parcialmente visibles gracias a unas placas de vidrio colocadas en los bordes de la plaza

## Eventos
Desde 1998, todos los veranos, entre los meses de Junio y Julio se celebran los conciertos del Luca Summer Festival con estrellas italianas e internacionales y miles de espectadores de toda Italia y del extranjero, han actuado en este escenario: Bob Dylan; James Brown; Mark Knopfler; Jamiroquai; Ray Charles, Eric Clapton, Elton John; Rolling Stones y muchos otros.
En diciembre y hasta la fiesta de la Befana, se puede hacer un recorrido por el tradicional mercado navideño para buscar regalos y, para deleite de niños y adolescentes, patinar sobre hielo o montar en un carrusel retro. Los puestos vuelven para las vacaciones de Pascua y en septiembre para el tradicional festival de Santa Cruz.

## Otros proyectos
- Wikimedia Commons contiene imágenes u otros archivos sobre piazza Napoleone